# Das kurze wundersame Leben des Oscar Wao
Das kurze wundersame Leben des Oscar Wao, Originaltitel The Brief Wondrous Life of Oscar Wao, ist der 2007 erschienene erste Roman des US-amerikanischen Autors Junot Díaz, der sich mit seinen Kurzgeschichten bereits einen Ruf als herausragender Autor erworben hatte. Der Roman ist eine drei Generationen umspannende Familiensaga über Immigranten aus der Dominikanischen Republik, die sich im US-Bundesstaat New Jersey ein neues Leben aufbauen. Im Mittelpunkt steht Oscar De León, ein übergewichtiger junger Mann mit einer Vorliebe für Science-Fiction und Fantasy, dessen größte Sorge es ist, als erster dominikanischer Mann ohne sexuelle Erfahrung zu sterben.

## Inhalt
In Rückblenden und aus wechselnder Erzählperspektive erzählt Diaz die Geschichte von Oscars Familie, über der der Schicksalsfluch fukú liegt. Oscars dominikanischer Großvater ist ein erfolgreicher und gebildeter Arzt, dessen Unglück es ist, dass eine seiner drei schönen Töchter dem Diktator Rafael Trujillo auffällt. Nicht bereit, sie ihm zu opfern, wird er ins Gefängnis geworfen, erst um seinen Besitz und dann mit perfiden Methoden um den Verstand gebracht. Schließlich stirbt er. Auch seine zwei älteren Töchter überleben nicht. Nur die dritte, die noch ein kleines Mädchen ist, überlebt das Unglück, das über der Familie liegt. Ihr weiterer Lebensweg lässt sie jedoch zu einer Person werden, die nur noch Hass zurückgeben kann. Sie wird versklavt, mit heißem Wasser verbrüht und findet schließlich Aufnahme bei einer Großtante. Das Schicksal ihrer Familie holt sie schließlich als junge Frau ein, als sie so schön ist, dass Männer bereit sind, für sie zu töten. Sie verliebt sich in einen von Trujillos Schwagern, wird schwanger und von den Schergen von Trujillos Schwester so misshandelt, dass sie das Kind verliert. Sie flieht schließlich nach New Jersey und wird dort Mutter von zwei Kindern: der rebellischen und ambitionierten Lola und dem übergewichtigen Oscar, der der tragische Antiheld dieser Familiensaga ist. Dieser lebt in literarischen Fantasywelten, in denen er sich als dominikanischer Stephen King neu erfindet und sich danach verzehrt, eine Frau zu finden. Erst am Ende seines kurzen Lebens gelingt ihm dies während eines Besuches in der Dominikanischen Republik, aber auch ihn holt der Schicksalsfluch ein.

## Hintergrundinformationen zum Autor
Junot Díaz wurde in Santo Domingo, Hauptstadt der Dominikanischen Republik, geboren und wuchs die ersten sechs Jahre bei seiner Mutter und Großeltern auf, während sein Vater in den Vereinigten Staaten arbeitete. Erst 1974 folgte die Familie dem Vater in die USA. Die Erfahrung von Migration, Armut und vaterloser Kindheit prägen das literarische Werk von Junot Díaz, das er bis zum Erscheinen seines ersten Romans veröffentlicht hatte. Díaz hatte sich schon vor der Veröffentlichung seines ersten Romans als herausragender Autor etabliert. In die jährliche Anthologie The best American Short Stories (dt., Die besten amerikanischen Kurzgeschichten) waren Werke von ihm bereits 1996, 1997, 1999 und 2000 aufgenommen worden.

## Rezensionen
Martin Zähringer nennt in seiner Besprechung für die Neue Zürcher Zeitung Das kurze wundersame Leben des Oscar Wao eine Familiengeschichte, die in kunstvoll verschachtelter Perspektivik erzählt ist und die gleichzeitig widerständige und aufsässige Erinnerungsarbeit sei. Auch Christopher Tayler sieht in der Rezension für die britische Zeitung The Guardian in den wechselnden Erzählperspektiven und Rückblenden den Reiz des Romans: In dem Moment, in dem sich der Leser frage, ob Oscars hoffnungslose Verliebtheiten den Roman tragen könnten, rücke plötzlich seine Schwester Lola in den Mittelpunkt, erst dann erfahre man von den Erlebnissen, die die Mutter der Geschwister geprägt habe, und schließlich erfahre man auch vom Schicksal der Großeltern.
Georg Diez weist in seiner in der Süddeutschen Zeitung erschienenen Rezension darauf hin, dass die Magie dieses wunderbaren Romans in der rotzigen Beiläufigkeit liege, mit der diese tragische Geschichte erzählt werde. Auch dank der Übersetzung von Eva Kemper habe die Sprache dieses Romans eine Rhythmus und einen Beat, der der englischen Elastizität geschuldet ist, aber vom spanischen Padamm, Padamm angetrieben sei. Dem Lob an die Übersetzerin schließt sich auch Klaus Brinkbäumer in der Spiegel-Kritik an: Die wüste Englisch-Spanisch-Mischung in ein deutsch-spanisches Abenteuer zu verwandeln habe Eva Kemper ähnlich exakt und lässig hinbekommen wie Díaz das Original.
Aus Sicht von Christian Seiler, die er in seiner Kritik für Die Zeit erläutert, ist der Roman ein furioser Mix aus Trashkultur und magischem Realismus und Junot Díaz ein fantastischer Erzähler, der durch die in die Erzählung „eingebackenen“ spanischen Worte und Brocken zu einer authentischen Immigrantensprache finde. Seiler ist jedoch der Ansicht, dass es die Figuren seien, die den Roman groß und außergewöhnlich machen und nennt dafür beispielhaft Oscars Mutter Beli, die aus Trotz, Willen und Kurven bestehe, Oscars Urgroßtante La Inca, die den Zwängen der Diktatur nicht weiche, und Oscars Schwester, die sich mit ihrer Mutter in dauerhaftem Krieg befinde.
Tobias Döring kann in seiner Besprechung für die Frankfurter Allgemeine Zeitung die allgemeine Euphorie über diesen Roman nicht teilen. Aus seiner Sicht handele es sich um pubertär aufgedrehte Testosteronprosa im übersteuerten Ton eines großspurigen Erzählers, bei der der Leser nur das Ende des Romans herbeisehne. Aus Sicht von Döring ist Junot Díaz zu früh zum multikulturellen Vorzeigeautor hochgejubelt worden, über das simple Handlungsgerüst könnten auch exotische Kulisse und amerikanisches Ghetto-Idyll nicht hinwegtäuschen.

„Hinzu kommen geschwätzige Fußnoten in der Manier von David Foster Wallace sowie bemühte literarische Anspielungen, die der Autor wohl seiner Position als Associate Professor am renommierten MIT zu schulden glaubt. Sein Eifer aber, alle Hoffnungen auf street credibility wie zugleich auf postmodern bezeugte Erzählerfiktion zu bedienen, führt nur zu wirren Wechseln der Erzählchronologie sowie -figuren und treibt immer wieder Stilblüten hervor.“

## Auszeichnungen
Das kurze wundersame Leben des Oscar Wao wurde mit einer Reihe Literaturpreise ausgezeichnet, darunter dem Pulitzer-Preis, dem National Book Critics Circle Award und dem Anisfield-Wolf Book Award. 2015 wurde dieser Roman in der BBC-Auswahl der 20 besten Romane von 2000 bis 2014 zum bislang bedeutendsten literarischen Werk des frühen 21. Jahrhunderts gewählt.

## Ausgaben
- The Brief Wondrous Life of Oscar Wao. Riverhead, New York 2007, ISBN 978-1-59448-958-7.
- Das kurze wundersame Leben des Oscar Wao. Übersetzung aus dem Amerikanischen von Eva Kemper. Fischer, Frankfurt am Main 2009, ISBN 978-3-10-013920-7.

## Einzelbelege
1. ↑  Jacquelyn Loss: Junot Díaz.. In: Alan West-Durán (Hrsg.): Latino and Latina Writers. Charles Scribner’s Sons, Detroit 2003, S. 803–816.
2. ↑  Hao Ying: Writing wrongs. In: Global Times. 14. April 2010, archiviert vom Original (nicht mehr online verfügbar) am 12. Dezember 2013; abgerufen am 27. Mai 2015.
3. ↑  Martin Zähringer: Das Große Amerikanische Unheil. Besprechung in der Neue Zürcher Zeitung, erschienen 8. Juli 2009, aufgerufen am 29. Mai 2015.
4. ↑  Christopher Tayler: Performance Art, erschienen im Guardian am 23. Februar 2008, aufgerufen am 30. Mai 2015.
5. ↑  Georg Diez: Schönes, fettes Fleisch in engen Satinhosen – Besprechung des Romans in der Süddeutschen Zeitung am 3. August 2009, aufgerufen am 29. Mai 2015.
6. ↑  Klaus Brinkbäumer: Die Grammatik der Liebe in Der Spiegel vom 23. März 2009, aufgerufen am 30. Mai 2015.
7. ↑  Christian Seiler: Dieses wunderbare Kuddelmuddel. Besprechung in Die Zeit vom 13. März 2009, aufgerufen am 29. Mai 2015.
8. ↑  Tobias Döring: Bloß nicht als Jungfrau sterben. Besprechung in der Frankfurter Allgemeinen Zeitung vom 25. April 2009, aufgerufen am 29. Mai 2015.
9. ↑  Laurie Muchnick:  Junot Diaz's Novel, 'Wondrous Life of Oscar Wao,' Wins Pulitzer, Bloomberg, 7. April 2008. Abgerufen am 8. April 2008